# Herilla illyrica
Herilla illyrica is een slakkensoort uit de familie van de Clausiliidae. De wetenschappelijke naam van de soort is voor het eerst geldig gepubliceerd in 1899 door Moellendorff.